# Resolució 819 del Consell de Seguretat de les Nacions Unides
La Resolució 819 del Consell de Seguretat de les Nacions Unides fou adoptada per unanimitat el 16 d'abril de 1993. Després de reafirmar les resolucions 713 (1991) i totes (1992) les resolucions posteriors, el Consell va expressar la seva preocupació per les accions d'unitats paramilitars serbobosnianes a ciutats i pobles a l'est de Bòsnia i Hercegovina, inclosos els atacs contra civils, la Força de Protecció de les Nacions Unides i la interrupció de combois d'ajuda humanitària.

## Resolució
Actuant en virtut del Capítol VII de la Carta de les Nacions Unides, el Consell va demanar a totes les parts i altres interessats que amenacen Srebrenica i el seu entorn com una  zona segura que haurien d'estar lliures d'atacs i altres actes d'hostilitat, demanant també el cessament de totes les hostilitats i la retirada de les forces paramilitars serbobosnianes de les àrees al voltant de Srebrenica. Aquesta va ser la primera instància d'una "zona segura" civil que es va declarar al món. També va exigir que la República Federal de Iugoslàvia (Sèrbia i Montenegro) deixés de subministrar armes, equip militar i altres serveis a les unitats paramilitars serbobosnianes a Bòsnia i Hercegovina.
La resolució aleshores requereix que el secretari general Boutros Boutros-Ghali incrementi la presència de la Força de Protecció a Srebrenica i els seus voltants, demanant la cooperació plena de les parts i altres interessats i que Boutros-Ghali informi al respecte al Consell. Uns 147 cascos blaus van ser desplegats posteriorment per tranquil·litzar al general serbobosnià Ratko Mladic que la ciutat no seria utilitzada com a base per a atacar a les seves forces. Per tant, va reafirmar que l'adquisició de territori per l'amenaça o l'ús de la força, especialment a través de la neteja ètnica, és il·legal i inacceptable en dret internacional humanitari. El Consell va condemnar l'"abominable campanya de neteja ètnica" pels paramilitars serbobosnians i les seves accions de forçar l'evacuació de la població civil de Srebrenica.
Pel que fa a l'ajuda humanitària, el Consell va exigir el lliurament sense traves de l'assistència humanitària a totes les zones de Bòsnia i Hercegovina i en particular a la població civil de Srebrenica i que qualsevol interrupció en el lliurament constitueix una violació del dret internacional humanitari. A continuació, insta al Secretari General i a l'Alt Comissionat de les Nacions Unides per als Refugiats que reforcin les operacions humanitàries existents a la regió.
Finalment, la Resolució 819 reclama que totes les parts garanteixin la seguretat de la Força de Protecció, personal de les Nacions Unides i altres organitzacions internacionals, el que permet la transferència segura dels civils ferits de Srebrenica i les seves zones circumdants, i va anunciar la seva decisió d'enviar una missió dels membres del Consell de Seguretat per avaluar la situació a Bòsnia i Hercegovina. La "zona segura" més tard s'estendria a altres ciutats com Tuzla, Žepa, Bihać, Goražde i Sarajevo a la resolució 824.

## Inefectivitat
Malgrat la seva redacció coercitiva la Resolució 819 no va poder evitar la matança de Srebrenica al juliol de 1995, quan la Força de Protecció de les Nacions Unides van ser feta presonera i els refugiats de l'enclavament caigut van caure en mans de les forces serbobosnianes del general Ratko Mladic, posteriorment acusat pel Tribunal Penal Internacional per a l'antiga Iugoslàvia per crims de guerra inclòs el genocidi.
En la seva cronologia dels esdeveniments a Srebrenica, sota la bandera de l'ONU, el supervivent del genocidi Hasan Nuhanović critica els membres de la comunitat internacional implicats en el terreny o que influïren o fossin capaços d'influir indirectament en els esdeveniments dels errors específics en complir amb la seva responsabilitat de protegir la població musulmana de la "zona segura" sota la Resolució 819.